# سیارک ۲۷۲۸۸
سیارک ۲۷۲۸۸ (به انگلیسی: 27288 Paulgilmore، نامگذاری:2000AQ125)۲۷۲۸۸مین سیارک کشف شده‌است که در ۰۵ ژانویه ۲۰۰۰ کشف شد.